# Jihad Islâmica Egípcia
A Jihad Islâmica Egípcia (em árabe: الجهاد الإسلامي المصري), anteriormente chamado simplesmente de Jihad Islâmica (الجهاد الإسلامي ) , originalmente denominada "Al Jihad", "Grupo da Jihad ", ou "Organização da Jihad ",  é um grupo terrorista islâmico egípcio ativo desde o final da década de 1970, cujas origens remontam às tropas da Irmandade Muçulmana. Está sob embargo mundial pelas Nações Unidas como um afiliado da Al-Qaeda. Desde 1991, era liderado por Ayman al-Zawahiri.
O objetivo original da organização principal era derrubar o governo egípcio e substituí-lo com um estado islâmico. Mais tarde ampliou os seus objetivos que incluem a atacar os Estados Unidos e os interesses de Israel no Egito e no exterior.
A atividade armada da Jihad Islâmica tem sido conhecida por ataques contra figuras do alto escalão de governos, como ministros ou o assassinato do presidente Anwar Sadat em 1981.
Em 1992, a Jihad e a organização rival Al-Gama'a Al-Islamiya lançaram uma campanha de atentados terroristas contra o governo que alegou que 1.300 vidas foram perdidas ao longo da década, inclusive policiais, cristãos coptas e turistas, bem como o ataque a embaixada dos EUA em Islamabad em 1995.
Parece que essa campanha vai coincidir com a transição de poder dentro da organização das mãos de Al-Sharif para as de Ayman al-Zawahiri em 1991, facção que, eventualmente, se fundiu com a Al-Qaeda no teatro de operações no Afeganistão, se bem que é possível que a organização no Egito não tinha vínculos com Osama bin Laden e não respondia antes a al-Zahawari.
Considera-se que, para além do Afeganistão e Egito, a rede Jihad Islâmica tenha contatos no Iêmen, Líbano, Paquistão, Sudão e Reino Unido.

## Ver Também
- Ayman al-Zawahiri
- Al-Qaeda